# Ворел, Марек
Ма́рек Во́рел (чеш. Marek Vorel; род. 27 августа 1977, Брно) — чешский хоккеист, нападающий. Трёхкратный чемпион словацкой Экстралиги.

## Краткая биография
Воспитанник хоккейного клуба «Комета» из родного города Брно. На уровне национальной сборной дебютировал в 2002 году, на одном из этапов Еврохоккейтура. Всего за сборную Чехии провёл 10 игр.
В сезоне 2006/07, будучи игроком братиславского клуба «Слован», завоевал первый трофей в карьере, став чемпионом Словакии.
В России известен по выступлениям в составе челябинского «Трактора», в который перешёл в 2007 году. В Российской хоккейной лиге провёл 59 матчей включая игры плей-офф, в которых забросил 11 шайб и отдал 14 результативных передач. В сезоне 2008/09 дебютировал на уровне новообразованной Континентальной хоккейной лиги. Из-за серьёзной травмы ключицы, полученной в одном из сентябрьских матчей, провёл в составе челябинской команды всего 20 игр, за которые забросил 1 шайбу и отдал 3 результативные передачи. Летом 2009 года покинул команду.
С 2009 по 2011 год, выступая в составе словацкого «Кошице», дважды становился чемпионом Словакии.